# Michael Green (tennista)
Michael Green (Miami, 20 febbraio 1937 – 2016) è stato un tennista statunitense.

## Carriera
A livello giovanile ha vinto il doppio ragazzi agli Australian Championships 1955 e due titoli di singolare all'Orange Bowl, il primo nel 1953 sconfiggendo Ed Rubinoff e il secondo due anni dopo superando John Skogstad. Nei tornei dello Slam ha raggiunto i quarti di finale agli Australian Championships nel biennio 1957-58 e in entrambe le occasioni è stato sconfitto al quinto set, nella prima da Lew Hoad e l'anno dopo da Ashley Cooper.
Ha fatto parte della squadra statunitense di Coppa Davis a partire dal 1956 ottenendo un successo e due sconfitte.